# بطريقة أو بأخرى (ركلات المراهقة)
«بطريقة أو بأخرى (ركلات المراهقة)» (بالإنجليزية: One Way or Another (Teenage Kicks))‏ هي غلاف سجلته فرقة الفتيان الإنجليزية-الأيرلندية ون دايركشن، والتي تم إصدارها كأغنية شركة كوميك ريليف المنفردة الخيرية لعام 2013 في 17 فبراير 2013. هي مزيج من أغنية فرقة بلوندي «بطريقة أو بأخري» وأغنية فرقة ذا أندرتونز «ركلات المراهقة»، وكلاهما صُدرا في الأصل في عام 1978. أُنتجت الأغنية بواسطة جوليان بونيتا وجون ريان.
ظهرت أغنية «بطريقة أو بأخرى (ركلات المراهقة)» لأول مرة في المرتبة الأولى على تصنيف المملكة المتحدة للأغاني المنفردة، مما يجعلها ثالث رقم واحد بالمملكة المتحدة لفرقة ون دايركشن. تم ترشيح الأغنية لأفضل أغنية منفردة بريطانية في حفل توزيع جوائز بريت 2014.